# Kose Hirotaka
Kose Hirotaka (巨勢 広高) est un peintre japonais des Xe – XIe siècles. Ses dates de naissance et de décès ainsi que ses origines ne sont pas connues. Sa période d'activité se situe au début du XIe siècle.

## Biographie

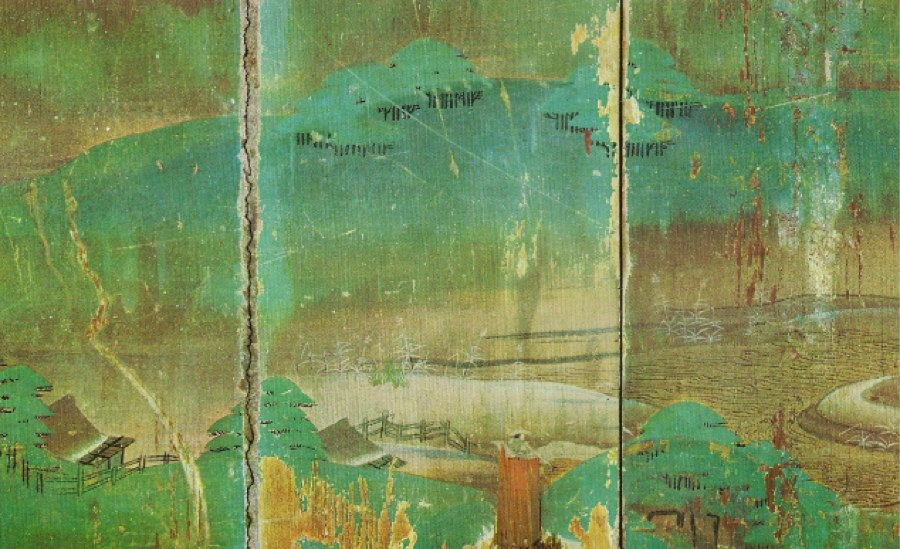
Porte nord du Pavillon du Phénix (détail) par Anonyme.

En ce début de siècle, âge d'or de la culture aristocratique, la direction de l'Office de Peinture de la cour impériale est confiée à Kose Hirotaka, descendant de Kose Kanaoka. Créateur d'œuvres diverses, d'inspiration aussi bien profane que religieuse, il ne laisse rien qui nous soit parvenu, mais on peut penser, grâce aux documents écrits, que la représentation des paysages et des personnages japonais est parvenue, à son époque, à la maturité d'un style correspondant aux goûts de la noblesse. Un des meilleurs témoignages en est la décoration intérieur du Pavillon du Phénix (Hōō-dō) du Byōdō-in de Nara, construit en 1053, qui nous donne l'image même de ce que peut être le style de Hirotaka et de ses semblables.